# Karatauliodes minutus
Karatauliodes minutus is een fossiele soort schietmot uit de familie Necrotauliidae.